# Лагошило (Фрозиноне)
Лагошило је насеље у Италији у округу Фрозиноне, региону Лацио.
Према процени из 2011. у насељу је живело 261 становника. Насеље се налази на надморској висини од 175 м.